# Водомір

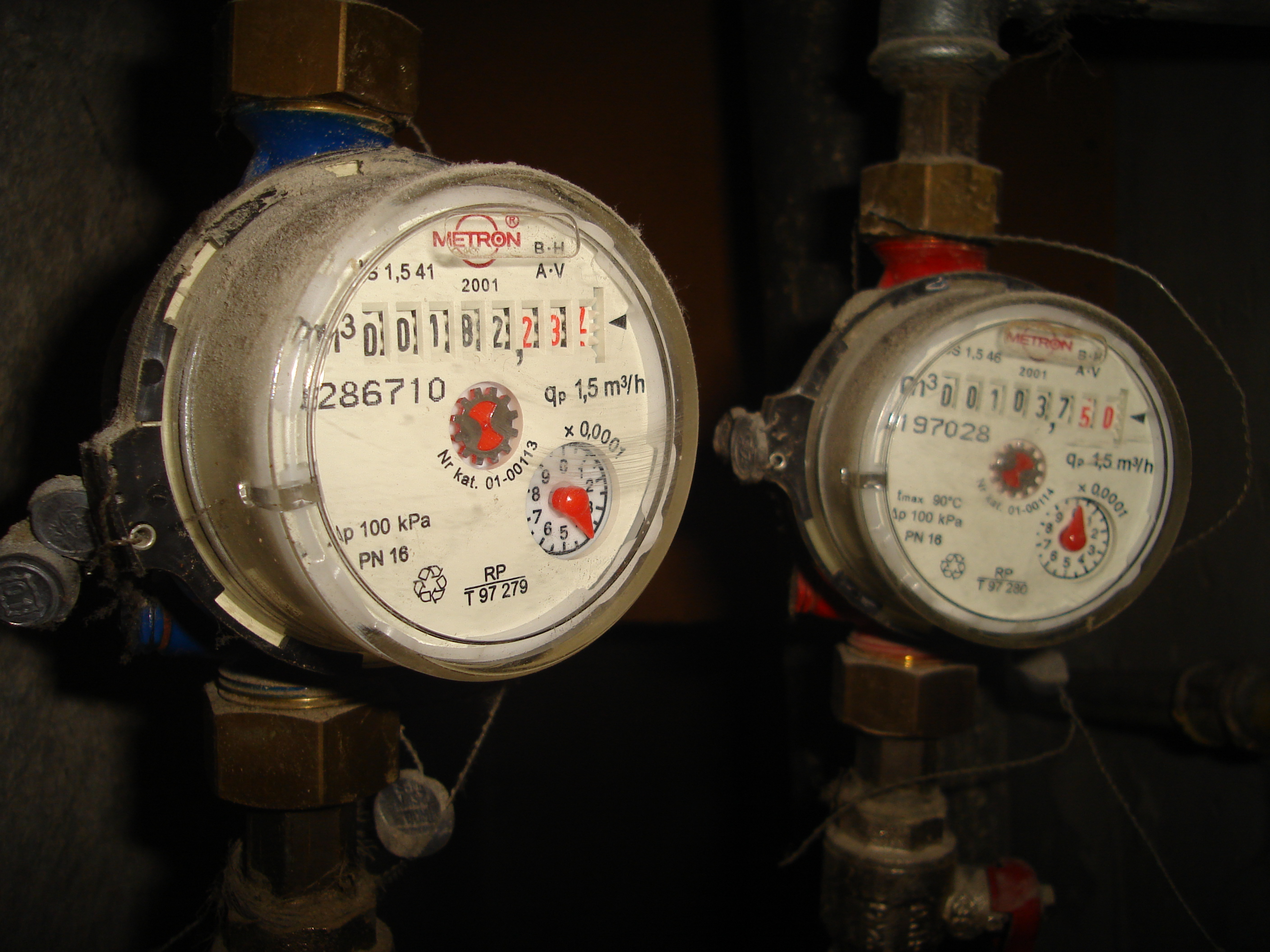
Типовий водомір

Водомі́р (англ. water meter; нім. Wasserzähler, Wasseruhr) — прилад, що є засобом, призначеним для обліку витрати води, яка проходить крізь нього. Зазвичай, облік виконується в м3, проте для невеликих обсягів, може застосовуватись менша одиниця — літр.

## Конструкція
Складається з двох структурних одиниць:
- витратоміру;
- механізму рахування, зазвичай, його ізолюють від води.

В звичайних застосовують тахометричні, які виміряють оберти турбіни або крильчатки, що обертаються під впливом потоку рідини. На валу знаходиться магніт, якій через водонепраційну мембрану, завдяки магнітному полю змушує обертатись відповідний магніт валу механізму лічильника. А вже механізм лічильника перераховує оберти крильчатки у витрати рідини, що проходить крізь нього.
В промислових лічильниках, де витрати й відповідно, швидкість протікання рідини більша, застосовують інші принципи вимірювання — вихрове, ультразвукове або електромагнітне.

## В Україні
В житлових помешканнях, мають встановлюватись на вході в помешкання (оселю), опломбовуватись та братись на підрозділами регіональних водоканалів на облік. Відповідно до показників яких формувати та виставляти рахунки.
З тарифу на водопостачання та водовідведення було виключено оплату за перевірку засобів розрахунку (водомірів). Перевірка та оплата мають замовлятись та сплачуватись окремо. Відповідальність за своєчасність перевірки законодавством покладено на споживача.
Стандартизовано наступні розміри підключення лічильників
- за довжиною, відповідно до відстані між фланцями:
  - короткі — 80 мм;
  - звичайні — 110 мм;
  - не стандартні.

- за діаметром труби:
  - 1/2" (скор. півдюйма) ;
  - 3/4" (скор. три чверті дюйма).